# Strangers (песня Сигрид)
«Strangers» — песня в исполнении норвежской певицы и композитора Сигрид. Песня была выпущена в качестве цифровой дистрибуции 10 ноября 2017 года лейблом Island Records. Песня достигла шестого места в Норвегии. За пределами Норвегии сингл занял первое место в Шотландии и Хорватии и вошел в десятку лучших чартов Ирландии и Великобритании. Песня вошла в дебютный альбом певицы Sucker Punch, который стал вторым синглом проекта.

## Позиции в чартах
| Чарт (2017—18)                             | Высшая позиция |
| ------------------------------------------ | -------------- |
| Бельгия/Фландрия (Ultratip Bubbling Under) | 25             |
| Бельгия/Валлония (Ultratip Bubbling Under) | 16             |
| Croatia (HRT)                              | 1              |
| Ireland (IRMA)                             | 7              |
| Israel (Media Forest)                      | 10             |
| Latvia (Latvijas Top 40)                   | 20             |
| New Zealand Heatseekers (RMNZ)             | 6              |
| Norway (VG-lista)                          | 6              |
| Польша (Polish Airplay Top 100)            | 33             |
| Шотландия (OCC Scotland)                   | 1              |
| Великобритания (OCC UK Singles)            | 10             |

| Чарты (2018)                         | Позиция |
| ------------------------------------ | ------- |
| UK Singles (Official Charts Company) | 64      |

## Сертификации
| Регион | Сертификация | Продажи |
| --- | ------------ | ------- |
| Норвегия (IFPI Norway) | Платиновый   | 60 000  |
| Великобритания (BPI) | Платиновый   | 600 000 |
| * Данные о продажах приведены только на основе сертификации. · Данные о продажах + прослушиваниях приведены только на основе сертификации. |              |         |